# Liparis platyrachis
Liparis platyrachis är en orkidéart som beskrevs av Joseph Dalton Hooker. Liparis platyrachis ingår i släktet gulyxnen, och familjen orkidéer. Inga underarter finns listade i Catalogue of Life.